# 藤原雄依
藤原 雄依（ふじわら の おより）は、奈良時代から平安時代初期にかけての貴族。名は小依とも記される。藤原北家、左大臣・藤原永手の次男。位階は従四位上。

## 経歴
天平神護3年（767年）従五位下・右衛士督兼内豎少輔に叙任されるが、同年8月備前権守に左遷され、神護景雲2年（768年）備前守となる。神護景雲3年（769年）称徳天皇が父の永手邸に行幸した際に、兄の家依と共に一階の加階を受け従五位上に叙せられる。
宝亀元年（770年）光仁天皇の即位に伴い正五位下に昇叙されると、宝亀5年（775年）正五位上、宝亀8年（777年）従四位下と、天皇を擁立した功臣である永手の子として順調に昇進した。またこの間、内蔵頭・右衛士督・左京大夫・侍従・式部員外大輔・宮内卿を歴任すると共に、備前守・播磨守・讃岐守と地方官を兼ねた。
天応元年（781年）桓武天皇の即位に伴い従四位上、延暦4年（785年）正四位下・大蔵卿に叙任される等、桓武朝に入っても順調に昇進する。しかし、同年9月に発生した藤原種継暗殺事件に連座して隠岐国への流罪となった。延暦24年（805年）同じく流罪となっていた五百枝王らと共に赦されて帰京し、延暦25年（806年）桓武天皇の崩御直前に、本位に復されて従四位上に叙せられた。六国史にそれ以後の消息についての記録はない。

## 官歴
『六国史』による。
- 時期不詳：正六位上
- 天平神護3年（767年） 正月18日：従五位下。3月20日：右衛士督。7月10日：兼内豎少輔。8月21日：備前権守
- 神護景雲2年（768年） 2月18日：備前守
- 神護景雲3年（769年） 2月3日：従五位上
- 宝亀元年（770年） 10月1日：正五位下
- 時期不詳：内厩頭
- 宝亀2年（771年） 閏3月1日：兼備前守
- 時期不詳：右衛士督
- 宝亀5年（774年） 正月7日：正五位上。3月5日：兼播磨守
- 宝亀7年（776年） 3月6日：左京大夫
- 宝亀8年（777年） 正月7日：従四位下
- 宝亀9年（778年） 2月4日：讃岐守。2月18日：侍従、讃岐守如元
- 宝亀10年（779年） 9月28日：式部員外大輔
- 宝亀11年（780年） 2月9日：宮内卿
- 天応元年（781年） 4月15日：従四位上
- 延暦4年（785年） 5月20日：大蔵卿。8月7日：正四位下。9月：流罪（隠岐）
- 延暦24年（805年） 3月5日：免罪入京
- 延暦25年（806年） 3月17日：復位（従四位上）

## 系譜
『尊卑分脈』による。
- 父：藤原永手
- 母：藤原良継の娘
- 妻：大伴潔足の娘
  - 男子：藤原賀祜麿